# Kenneth Carpenter
Kenneth Carpenter (Tokyo, 21 settembre 1949) è un paleontologo statunitense.

## Biografia
È direttore del USU Eastern Prehistoric Museum di Price, nello Utah, e autore o coautore di numerosi libri sui dinosauri e della vita del Mesozoico. I suoi principali interessi di ricerca sono i dinosauri corazzati (Ankylosauria e Stegosauri), così come i primi dinosauri del Cretaceo.